# James Duke Mason
James Duke Mason (* 27. April 1992 in Los Angeles, Kalifornien) ist ein US-amerikanischer LGBT-Aktivist. 2012 gab er sein Debüt als Filmschauspieler.

## Leben
James Duke Mason ist der Sohn der Sängerin Belinda Carlisle und des Schauspielers und Filmproduzenten Morgan Mason. Der Schauspieler James Mason ist sein Großvater.
Mason, geboren im Cedars-Sinai Medical Center, wuchs die ersten beiden Lebensjahre in Los Angeles heran, ehe seine Familie 1994 nach Europa zog. Hier lebte Mason unter anderem im Vereinigten Königreich, in Frankreich sowie kurzzeitig in Österreich. In Frankreich war Mason Absolvent einer internationalen Schule im südöstlichen Mougins. Später kehrte die Familie Mason wieder in die USA zurück. An der California Lutheran University studierte er ein Jahr Politikwissenschaften.
Neben seinen Bemühungen, als Schauspieler Fuß zu fassen, engagiert sich Mason auch politisch. So war er während des Sommers 2008 Laufbursche im Repräsentantenhaus der Vereinigten Staaten. Im selben Jahr machte er sich in den Vorwahlen für Hillary Clinton als US-Präsidentschaftskandidatin stark, als einer von zahlreichen Wahlkampfhelfern.
Bereits im Alter von 14 Jahren outete sich Mason und bekannte sich zu seiner Homosexualität. Er ist seit diesem Zeitpunkt Gast in zahlreichen Talkshows, unter anderem bei Larry King, Phil McGraw und Nancy Grace, um auf die Rechte von Schwulen und Lesben aufmerksam zu machen. Seit Januar 2012 ist Mason Mitglied im Aufsichtsrat von Outfest, einem LGBT-Filmfestival in Los Angeles. Mason ist in der 30-jährigen Geschichte des Festivals dessen jüngstes Aufsichtsratsmitglied.
2011 wurde er von der Fachzeitschrift Out unter die 100 einflussreichsten LGBT-Persönlichkeiten weltweit gewählt.
Ebenfalls 2012 gab er in What Happens Next sein Debüt als Filmschauspieler.

## Filmografie
- 2012: Liebe in der Luft (What Happens Next)